# Großvolderbergstraße
De Großvolderbergstraße (L371) is een 5,18 kilometer lange Landesstraße (lokale weg) in het district Innsbruck Land in de Oostenrijkse deelstaat Tirol. De weg is een zijweg van de Tiroler Straße (B171) en zorgt voor een verbinding vanaf Volders (558 m.ü.A.) met Großvolderberg, een dorp behorend tot deze gemeente op 1100 m.ü.A. hoogte in het Voldertal. Op de weg sluiten twee andere Landesstraßen aan, de Kleinvolderbergstraße (L55) en de Vögelsbergstraße (L54).